# Matarrubia
Matarrubia es un municipio y localidad española de la provincia de Guadalajara, en la comunidad autónoma de Castilla-La Mancha. El término municipal tiene una población de 79 habitantes (INE 2024).

## Etimología
Toponímicamente, su nombre viene de la gran cantidad de rebollos y coscojas que hay en el término municipal, árboles que toman cierto color amarillento, de ahí que se les llamara "las matas rubias", esto es, las plantas amarillas, y de ahí derivó en el actual Matarrubia. La toponimia del lugar es ya anterior a la Edad Moderna, teniéndose constancia del nombre desde el medievo.

## Símbolos
Según el informe remitido a la Real Academia de la Historia y a la Junta de Comunidades de Castilla-La Mancha el escudo heráldico municipal se describe como sigue:

Escudo español, partido. Primero, en campo de sinople, rama de coscoja en oro, que es de Matarrubia. Segundo, en campo de azur, cabeza de perro en plata briznado de sable sobre pila bautismal, también en plata, que es de Canrayado. Al timbre, corona real cerrada.

Significado del escudo:
- Primero: El campo de sinople hace referencia a la relación agrícola con la naturaleza de los vecinos de la villa, tradicionalmente agricultores y pastores. La hoja de coscoja en oro hace referencia a la tradición oral que existe en la villa de atribuir el origen de su nombre a las “matas rubias”, esto es, las ramas secas y amarillentas de las coscojas, árbol muy abundante en el término municipal.
- Segundo: En campo de azur, cabeza de perro briznado, haciendo referencia al despoblado de Canrayado, así como la pila bautismal que se conserva en la iglesia parroquial de Matarrubia, y que según la tradición se trajo de Canrayado cuando este se despobló.

Una explicación complementaria del color de los campos (sinople y azur) viene a significar la situación geográfica de Matarrubia como último pueblo de la comarca de la Campiña, siendo pues puerta entre la Campiña (campo de sinople) y la Serranía (campo de azur).
El escudo heráldico municipal fue aprobado el 8 de noviembre de 2011 con la siguiente descripción:

Escudo partido: Uno, de verde, una rama de coscoja de oro; Dos de azul, una pila bautismal acompañada en jefe por una cabeza de perro de lo mismo. Se timbra con la corona real de España.

## Geografía
Matarrubia está situado dentro de la Campiña de Guadalajara, al pie de las estribaciones de la Serranía. Su territorio limita al norte con Puebla de Valles, al sur con Malaguilla, al este con Puebla de Beleña, y al oeste con Villaseca de Uceda y Casa de Uceda. Comprende su término tres estribaciones principales o pequeñas mesetas, que son los parajes de la Muela, el Chaparral y el Llano. Ambos tres delimitan la topografía del entorno, ya que la villa se asienta en el valle comprendido por los mismos. Matarrubia cuenta con un curso principal de agua que pasa por el casco urbano, el llamado "arroyo Matarrubia", afluente del Jarama que en verano está seco pero en invierno llega a tener un pequeño caudal constante.
| Noroeste: Valdepeñas de la Sierra | Norte: Puebla de Valles | Noreste: Puebla de Beleña         |
| Oeste: Casa de Uceda              |                         | Este: Puebla de Beleña            |
| Suroeste Villaseca de Uceda       | Sur: Malaguilla         | Sureste: Robledillo de Mohernando |

## Historia
Perteneciente durante el medievo al Común de Villa y Tierra de Uceda hasta la época de los Austrias, le fue concedido el título de villa por Felipe II durante su reinado, a partir del cual ha sido villa independiente, llegando a tener juzgados y cárcel propios en el siglo XVI, contando en aquella época en torno a los 120 vecinos (aproximadamente 433 habitantes).
Hacia mediados del siglo XIX, el lugar tenía contabilizada una población de 280 habitantes. La localidad aparece descrita en el decimoprimer volumen del Diccionario geográfico-estadístico-histórico de España y sus posesiones de Ultramar de Pascual Madoz de la siguiente manera:

MATARRUBIA: v. con ayunt. en la prov. de Guadalajara (4 leg.), part. jud. de Tamajon (3 1/2), aud. terr. de Madrid (10), c. g. de Castilla la Nueva, dióc. de Toledo (22). sit. en un valle, con libre ventilacion en todas direcciones. Su clima es sano, y las enfermedades mas comunes fiebres intermitentes. Tiene 62 casas; la consistorial, cárcel, escuela de instruccion primaria, frecuentada por 20 alumnos, á cargo de 1 maestro, dotado con 15 fanegas de trigo; 2 ermitas (la Soledad y San Roque), 1 igl. parr. (San Bartolomé), servida por 1 cura cuya plaza es de entrada y de provision real, prévio concurso. térm.: confina N. Puebla de los Valles; E. Puebla de Beleña; S. Malaguilla, y O. Casa de Uceda; dentro de esta circunferencia se encuentran 2 fuentes de buenas aguas, que proveen al vecindario para beber y demas necesidades domésticas; hállase también el desp. de Canrayado. El terreno, quebrado en su mayor parte, es fuerte y de buena calidad. Comprende dos montes bien poblados de encina, roble y otras matas. caminos: los que dirigen á los pueblos limítrofes, todos de herradura y en mediano estado. correo: se recibe y despacha en la adm. de Guadalajara por un balijero. prod.: trigo, centeno, cebada, avena, garbanzos, algunas verduras, leñas de combustible y yerbas de pasto, con las que se mantiene ganado lanar, cabrio y vacuno; hay caza de liebres, conejos y perdices. ind.: la agrícola y recria de ganados. comercio: esportacion del sobrante de frutos, algun ganado y lana, é importacion de los art. de consumo que faltan. pobl.: 59 vec., 280 alm. cap. prod. 886,668 rs. imp.: 79,800. contr.: 4,494. presupuesto municipal: 2,000 rs.; se cubre con los productos de puestos públicos, y el déficit por reparto vec.
(Madoz, 1848, pp. 305-306)

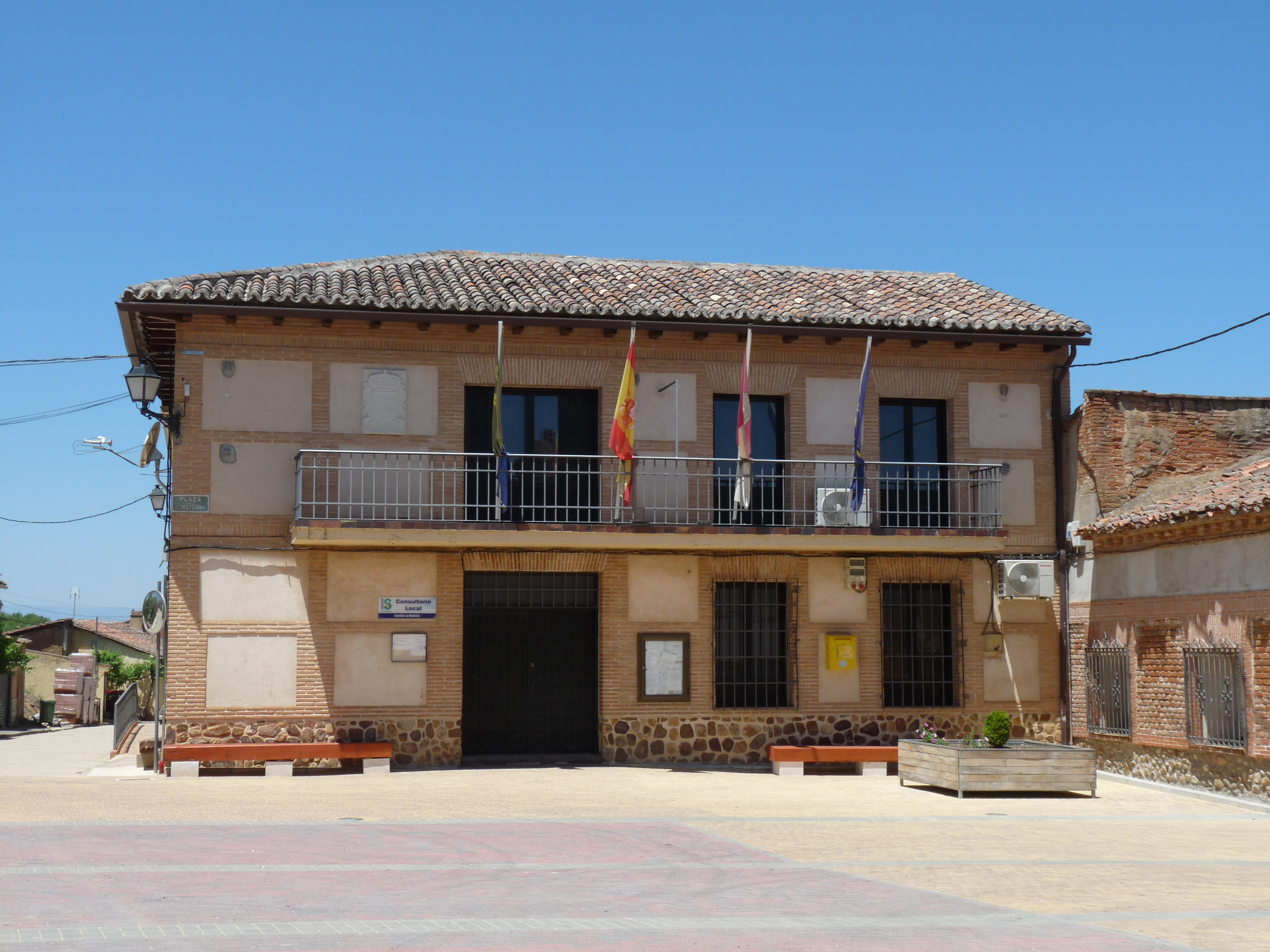
Casa consistorial

Matarrubia mantuvo su estatus de villa desde el siglo XVI hasta el siglo XX, donde a mediados de siglo comenzó a sufrir una gran despoblación hacia Guadalajara, o incluso algunos vecinos emigraron al sur de Francia o el norte de Alemania.
Actualmente el municipio se beneficia de la cercanía a la capital provincial y a Madrid, viendo nuevos desarrollos urbanos que, si bien muy limitados, han atraído ya a alguna familia joven al pueblo, lo que ha conseguido que haya una decena de niños de diferentes edades.

## Demografía
Matarrubia cuenta con una población de 79 habitantes (INE 2024).
| Gráfica de evolución demográfica de Matarrubia entre 1842 y 2021                                                    |
| |
| Población de derecho según los censos de población del INE Población de hecho según los censos de población del INE |

| 55            | 50 | 48 | 51 | 61 | 57 |
| (Fuente: INE) |    |    |    |    |    |

## Patrimonio

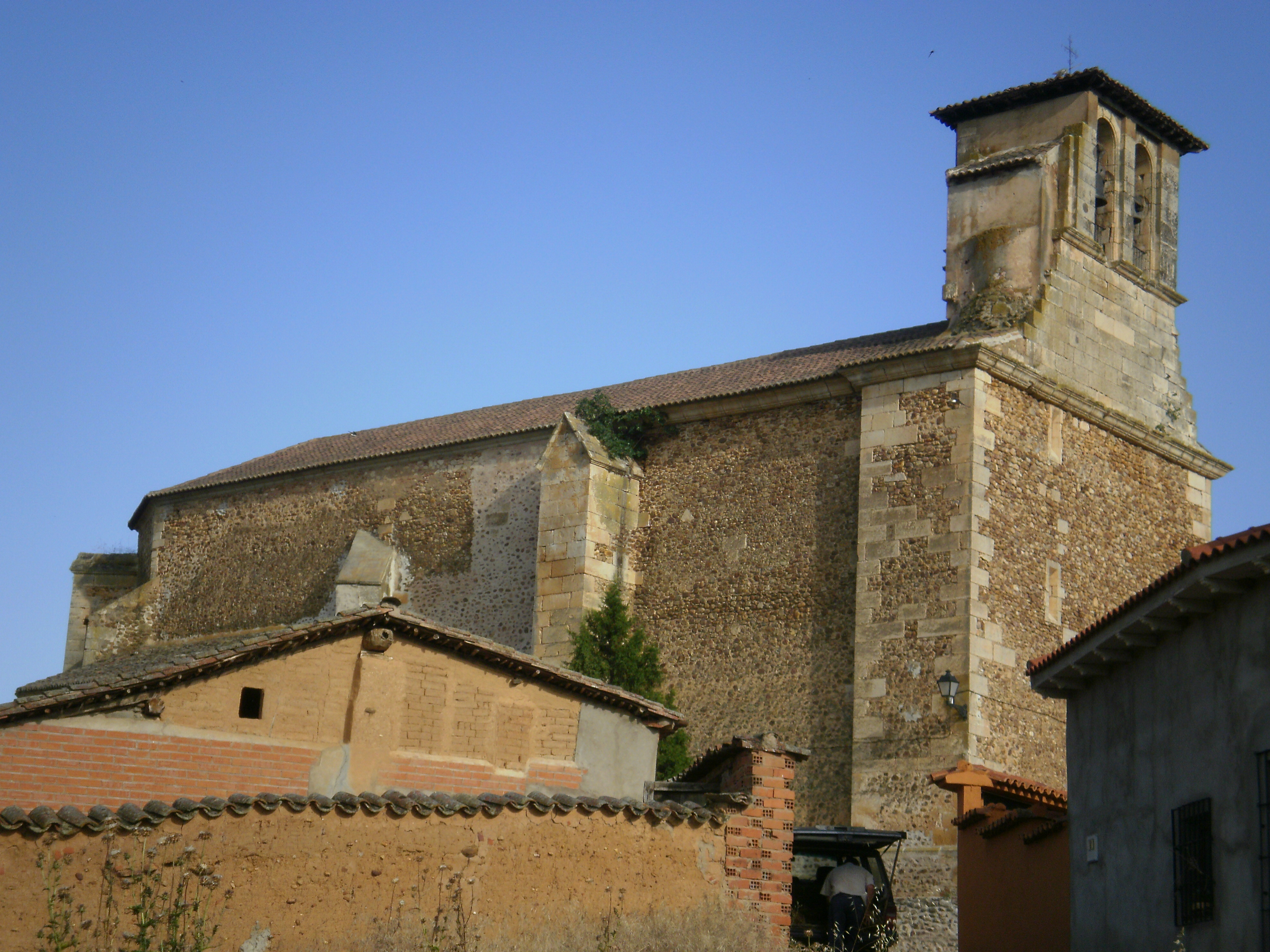
Iglesia parroquial de San Bartolomé

Matarrubia cuenta, como patrimonio más señalado, la iglesia parroquial de San Bartolomé, fábrica del siglo XVI en piedra caliza y mampostería, también de piedra, admirable por su altura. Con una única nave en planta, ésta consta de una bóveda de piedra, que sustituye al artesonado de madera que se perdió en un pavoroso incendio que asoló el templo en 1820. En 1908 la iglesia aún se encontraba en ruinas.
La iglesia parroquial cuenta, además, con un reloj de sol grabado en la piedra de uno de los contrafuertes, donde se puede leer el nombre del cantero que lo grabó y la fecha: "Mathias Sanchez, Ano de 1743".
Además, la villa posee la mayor concentración de alcornoques centenarios de la provincia de Guadalajara, y una de las mayores de España. La edad media-aproximada de los alcornoques ronda entre los 200-300 años.

## Fiestas y tradiciones

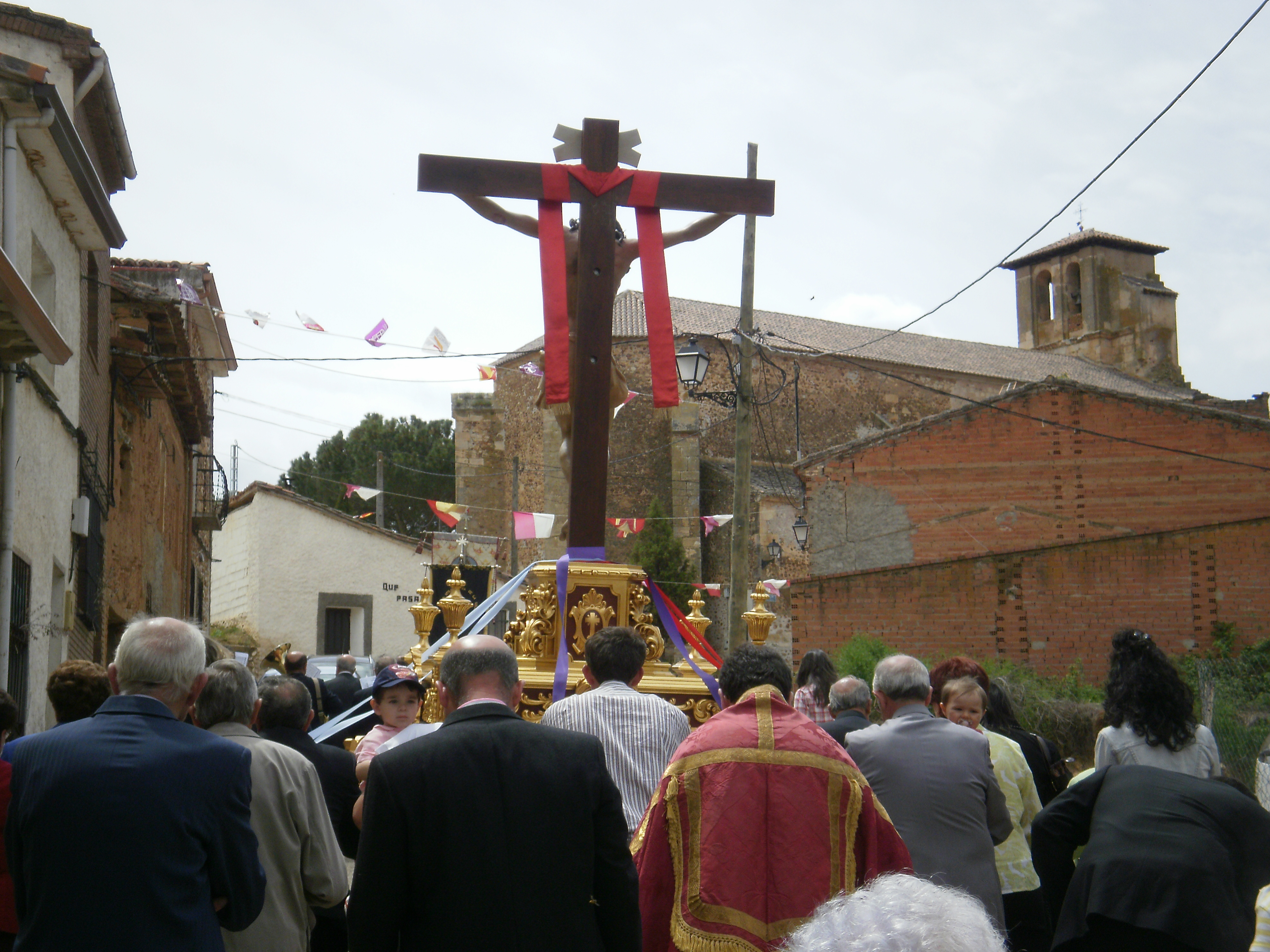
Procesión del Cristo de la Agonía en las Fiestas de Matarrubia 2010

Su principal celebración coincide con la Cruz de Mayo (primer fin de semana del mes), donde se celebran las fiestas en honor al Santo Cristo de la Agonía, patrón de la villa. Durante estas fiestas mayores hay conciertos de música, actividades infantiles, concursos de pintura, etc, además de los actos religiosos. Asimismo, para estas fiestas se suelen poner los tradicionales "mayos", árboles jóvenes en los balcones de las mozas. Como la despoblación ha conllevado la pérdida de muchas tradiciones populares, se coloca simbólicamente un único mayo en la Plaza Mayor del municipio.
A finales de agosto tiene lugar la fiesta de San Bartolomé Apóstol, titular de la parroquia, y donde se lleva a cabo un pasacalles con dulzainas y una comida popular que congrega a todos los vecinos.